# Akrylat
| Strukturformel, akrylat  | Molekylmodell, akrylat |
| Akrylatjonen (C2H3CO2– ) |                        |

Akrylat eller propenoat är salter och estrar av akrylsyra. Det är den enklaste omättade karboxylatjonen och består av en vinylgrupp och en karbonylgrupp med en extra syreatom som ger jonen laddningen -1.

## Salter
Akrylatsalter kallas jonföreningar som innehåller akrylatjoner (C2H3CO2–).

## Estrar
Akrylatestrar har den generella formen C2H3COOR, där R är en organylgrupp.